# Szabolcs Molnár
Szabolcs Molnár (* 19. August 1977 in Gheorgheni) ist ein ehemaliger rumänischer Eishockeytorhüter, der knapp zwanzig Jahre beim CS Progym Gheorgheni in der rumänischen Eishockeyliga unter Vertrag stand.

## Karriere

### Club
Szabolcs Molnár, der der ungarischsprachigen Minderheit der Szekler in Rumänien angehört, begann seine Karriere beim HSC Csíkszereda, für den er in der Spielzeit 1996/97 in der rumänischen Eishockeyliga debütierte. Gleich in seiner ersten Spielzeit wurde er mit dem traditionsreichen Klub der Szekler rumänischer Meister. 1999 wechselte er zum CS Progym Gheorgheni aus seiner Geburtsstadt, bei dem er fast zwanzig Jahre im Tor stand und 2002 rumänischer Vizemeister wurde. Nachdem er in der Spielzeit 2016/17 nur noch zu neun Einsätzen gekommen war, beendete er im Juli 2017 seine Karriere.

### International
Im Gegensatz zu anderen Szeklern, die für Ungarn spielten, war Molnár für sein Geburtsland Rumänien aktiv. Im Juniorenbereich nahm er an den U18-B-Europameisterschaften 1994 und 1995 sowie der U20-C1-Weltmeisterschaft 1995 teil.
Erstmals zum Kader der Herren-Nationalmannschaft gehörte er bei der B-Weltmeisterschaft 1995, als er ebenso wie bei den C-Weltmeisterschaften 1996 und 1998 aber nicht eingesetzt wurde. Zu seinem ersten WM-Einsatz kam er 2001, als er mit seinem Team aus der Division II in die Division I aufstieg. Anschließend stand er bei den Titelkämpfen 2002, 2004, 2005, 2007 und 2009 in der Division I im rumänischen Kader, wobei er 2004 und 2005 nicht zu Einsätzen kam. Nach dem Abstieg 2007 trat er bei der Weltmeisterschaft 2008, als er mit der besten Fangquote und dem geringsten Gegentorschnitt des Turniers maßgeblich am sofortigen Wiederaufstieg beteiligt war, erneut in der Division II an.
Zudem vertrat er seine Farben beim Qualifikationsturnier für die Olympischen Winterspiele in Vancouver 2010.

## Erfolge
- 1997 Rumänischer Meister mit dem HSC Csíkszereda
- 2001 Aufstieg in die Division I bei der Weltmeisterschaft der Division II, Gruppe B
- 2008 Aufstieg in die Division I bei der Weltmeisterschaft der Division II, Gruppe A
- 2008 Beste Fangquote und geringster Gegentorschnitt bei der Weltmeisterschaft der Division II, Gruppe A